# David Clarkson (calciatore)
David Clarkson (Bellshill, 10 settembre 1985) è un calciatore e dirigente sportivo scozzese, di ruolo attaccante, attuale responsabile del settore giovanile del Motherwell.

## Biografia
Suo zio Phil O'Donnell è stato a sua volta un calciatore professionista. I due sono anche stati compagni di squadra dal 2004 al 2007 al Motherwell. Anche suo cugino Stephen O'Donnell è un calciatore professionista (ed ha a sua volta giocato nel Motherwell, anche se in un momento successivo rispetto a Clarkson e a Phil O'Donnell).

## Caratteristiche tecniche
Era un attaccante centrale.

## Carriera

### Giocatore

#### Club
Tra il 2002 ed il 2009 ha giocato nella prima divisione scozzese con il Motherwell, con cui nella stagione 2004-2005 ha anche perso una finale di Coppa di Lega scozzese. Fa il suo esordio vero e proprio con il club il 2 gennaio 2003 in un incontro di campionato contro il Partick Thistle, segnando dopo nove minuti dal suo ingresso in campo anche la sua prima rete tra i professionisti. A seguito della morte (avvenuta a seguito di un collasso durante una partita di campionato) dello zio Phil O'Donnell, Clarkson a partire dalla stagione successiva in suo onore ne ha ereditato il numero di maglia, mantenendolo poi per tutto il resto della sua permanenza al Motherwell.
Durante il suo periodo di militanza con gli Steelmens ha disputato un totale di 219 partite con anche 49 reti in incontri di campionato, a cui aggiunge anche 2 presenze nella Coppa UEFA 2008-2009.
Va poi a giocare in Inghilterra, dove totalizza 63 presenze e 11 reti in seconda divisione con il Bristol City, club che l'aveva acquistato dal Motherwell per 800000 sterline nell'estate del 2009. Come già avvenuto al Mothwerwell, anche in questo club segna la sua prima rete nella partita di esordio, che in questo caso coincide con l'incontro di campionato dell'8 agosto 2010 pareggiato per 2-2 sul campo del Preston N.E.. Al termine della stagione 2011-2012 il suo contratto in scadenza non viene rinnovato, lasciandolo così svincolato.
Milita poi anche in altri club inglesi in terza e quarta divisione (rispettivamente Brentford e Bristol Rovers). In particolare, firma un contratto con i Bristol Rovers il 27 luglio 2012 dopo un lungo periodo in prova, voluto da Mark McGhee, suo ex allenatore al Motherwell tra il 2007 ed il 2009. Fa il suo esordio con i Pirates disputando l'intera partita di Coppa di Lega del 14 agosto 2012, persa per 3-1 sul campo dell'Ipswich Town; il suo primo gol con la nuova maglia arriva invece il successivo 8 settembre, nella partita di campionato vinta per 3-1 in casa contro l'Aldershot Town. La sua prima stagione con l'altro club di Bristol finisce di fatto anzitempo il 28 febbraio 2013 a causa di un infortunio ad un'anca, che lo tiene lontano dal campo per il resto dell'annata. Rimane poi nel club anche per l'intera stagione 2013-2014, terminata la quale, dopo un bilancio di 13 reti in 69 presenze tra tutte le competizioni ufficiali, il suo contratto in scadenza non viene rinnovato.
Fa poi ritorno in Scozia, firmando l'8 settembre 2014 un contratto annuale con il Dundee, club di prima divisione; il 27 settembre 2014, al suo esordio con il club, in una partita di campionato persa contro il Ross County, segna la sua prima rete con la nuova maglia. In generale, il suo inizio di stagione con il club è estremamente positivo: nell'arco delle prime 8 partite di campionato giocate con la maglia del Dundee realizza infatti altrettante reti, riuscendo grazie a questo exploit anche a vincere un premio di giocatore del mese del campionato scozzese. Nel resto della stagione l'attaccante non riesce però a mantenersi sugli elevati standard di rendimento dei suoi primi mesi in squadra: di fatto, le 8 reti iniziali rimangono infatti anche le uniche da lui segnate con il Dundee, nonostante ulteriori 15 presenze nel corso del resto della stagione (che termina quindi con 23 presenze ed 8 reti), ed a fine annata il suo contratto in scadenza non viene rinnovato, lasciandolo così ancora una volta svincolato.
Gioca poi ancora in prima divisione nuovamente al Motherwell (grazie alle ulteriori 7 partite giocate in questa fugace esperienza arriva quindi ad un totale in carriera di 249 presenze e 56 reti nella prima divisione scozzese) ed infine in seconda divisione al St. Mirren, per poi ritirarsi al termine della stagione 2016-2017, dopo una stagione e mezzo (ovvero la seconda metà della stagione 2015-2016 e l'intera stagione 2016-2017) trascorsa nel club bianconero, con un totale di 404 presenze ed 83 reti in carriera in campionati professionistici.

#### Nazionale
Nel 2008, dopo alcune presenze nella nazionale under-21 scozzese (11 con una rete tra il 2004 ed il 2006), viene convocato dall'allora commissario tecnico della Scozia George Burley per l'amichevole in programma il 30 maggio contra la Rep. Ceca. Nella partita Clarkson realizza l'unica rete della Scozia, che comunque perde la partita per 3-1. Nel novembre dello stesso anno viene nuovamente convocato in nazionale per l'amichevole contro l'Argentina, persa 1-0. Tra il 2008 ed il 2009 è stato inoltre più volte convocato in nazionale per partite di qualificazione ai Mondiali del 2010, restando però sempre in panchina. Nel 2009 ha inoltre giocato una partita con la nazionale B.

### Dirigente
Il 17 gennaio 2018 è diventato responsabile del settore giovanile del Motherwell.